# Линия Ленокс-авеню, Ай-ар-ти
Линия Ленокс-авеню, Ай-ар-ти (англ. IRT Lenox Avenue Line) — линия дивизиона Ай-ар-ти Нью-Йоркского метро.
Линия проходит по району Манхэттен. Основная часть линии подземная, была открыта в составе первой подземной линии метрополитена Нью-Йорка. Конечная станция на линии Гарлем — 148-я улица.
Линия обслуживается круглосуточно маршрутами 2 и 3.
На схемах окрашена в красный цвет, как и линия Бродвея и Седьмой авеню, Ай-ар-ти, с которой она соединяется за станцией Малкольм-Икс-Плаза — 110-я улица.

## Список станций
Проходящие по линии маршруты в зависимости от дня недели и времени суток
| Гарлем — 148-я улица — 145-я улица | Круглосуточно |
| ---------------------------------- | ------------- |
| Локальные пути                     | 3             |

| 135-я улица — Малкольм-Икс-Плаза — 110-я улица | Круглосуточно |
| ---------------------------------------------- | ------------- |
| Локальные пути                                 | 2 · 3         |

Станции на линии
| Условные обозначения |
| для дней и часов работы маршрутов (более точно указано во всплывающих подсказках при этих обозначениях): |
| --- |
| круглосуточно круглосуточно, кроме ночи круглосуточно, кроме будней днём (либо часов пик) в пиковом направлении в будни днём (и, возможно, вечером) в будни круглосуточно в часы пик в будни днём (либо в часы пик) в пиковом направлении в будни днём (либо в часы пик) в направлении, обратном пиковому в выходные ночью ночью и в выходные (и, возможно, вечером) нет движения поездов |

|  |  |                                       |
|  |  | 2 — круглосуточно · 2 — круглосуточно |
|  |  |                                       |

| |  |  |
| 1 — круглосуточно · 1 — круглосуточно                                                                                 |  |  |
| |  |  |
| 1 — круглосуточно · 1 — круглосуточно · 2 — круглосуточно · 2 — круглосуточно · 3 — круглосуточно · 3 — круглосуточно |  |  |